# Ґленн Вілсон (тенісист)
Ґленн Вілсон (англ. Glenn Wilson; нар. 17 серпня 1967) — колишній новозеландський тенісист.
Найвищу одиночну позицію світового рейтингу — 599 місце досяг 6 березня 1995, парну — 160 місце — 5 серпня 1996 року.

## Титули на челленджерах

### Парний розряд: (1)
| Ранг | Рік  | Турнір           | Покриття | Партнер      | Суперники               | Рахунок  |
| ---- | ---- | ---------------- | -------- | ------------ | ----------------------- | -------- |
| 1.   | 1995 | Простейов, Чехія | Ґрунт    | Андрей Павел | Джефф Беллолі Джек Вейт | 7–5, 6–3 |